# Portal de Elche
El Portal de Elche es una céntrica plaza de la ciudad española de Alicante.
Fue construida en el siglo XIX como lugar de abastecimiento de agua y punto de reunión. Antiguamente fue llamada plaza de Elche, de las Horcas, Real de Fernando VII, Constitución (alternándose estas dos últimas varias veces), del Generalísimo y, tras la inauguración de la actual plaza de la Montañeta, recuperó su nombre tradicional de Portal de Elche.
Se divide en cuatro parterres con un eje principal, donde se sitúa su típico quiosco, réplica del kiosco central derribado en los años 1970 para instalar una alberca que durante años albergó la escultura Como una estrella, de Eusebio Sempere. En las cuatro esquinas de la plaza se hallaban pequeños kioscos para la prensa.
Es característico su arbolado, con cuatro Ficus macrophylla de gran tamaño que se encuentran protegidos por la ley al superar su tronco un perímetro de 6 m y una altura de 1,30 m desde la base.